# 宋振中
宋振中（1941年3月15日—1949年9月6日），昵称“小萝卜头”，乳名森森，江苏省徐州人，是中共党员宋绮云和徐林侠的幼子，中国大陆官方追认的“中华人民共和国年龄最小的烈士”。

## 生平
宋振中年仅八个月时，由于父母被国民政府軍統特务逮捕入狱，宋振中也随父母入狱（位于重庆渣滓洞）。因严重缺乏营养、发育不良，头大身小，令人怜爱，狱友们都亲切地称其“小萝卜头”。因年龄小，行动相对自由，成为狱中为狱友们传递消息的“小交通”，帮助狱中的秘密党支部出版和散发《挺进报》。
1941年11月，宋振中随母亲被捕后，先被关押在西安大雁塔胡宗南司令部。同年12月，又同母亲押往重庆，关押在白公馆监狱。
1943年3月，宋振中又随父母转押到贵州省息烽县的阳朗坝监狱。
1946年7月，息烽监狱被撤销，宋绮云一家三口再被转押到白公馆。在被关押期间，宋绮云夫妇为宋振中争取到了学习的机会，中共党员罗世文和原东北军将领黄显声先后成为他的老师，他用树枝做成的笔、烧焦的棉花做成的墨水和狱友们省下来的草纸做成的本子，在艰苦的环境中学会了写字、算数、画画，还学会了简单的俄语。
1949年9月6日，宋振中同其父母被杨进兴、熊祥、王少山、林永昌、杨钦典等军统局特务杀害于重庆戴笠警卫室，年仅8岁，遗体被埋在警卫室隔壁房间地下。同年11月，中国人民解放军攻克重庆，杨虎城、宋绮云等人的遗体被找到，安葬在西安。

## 身后

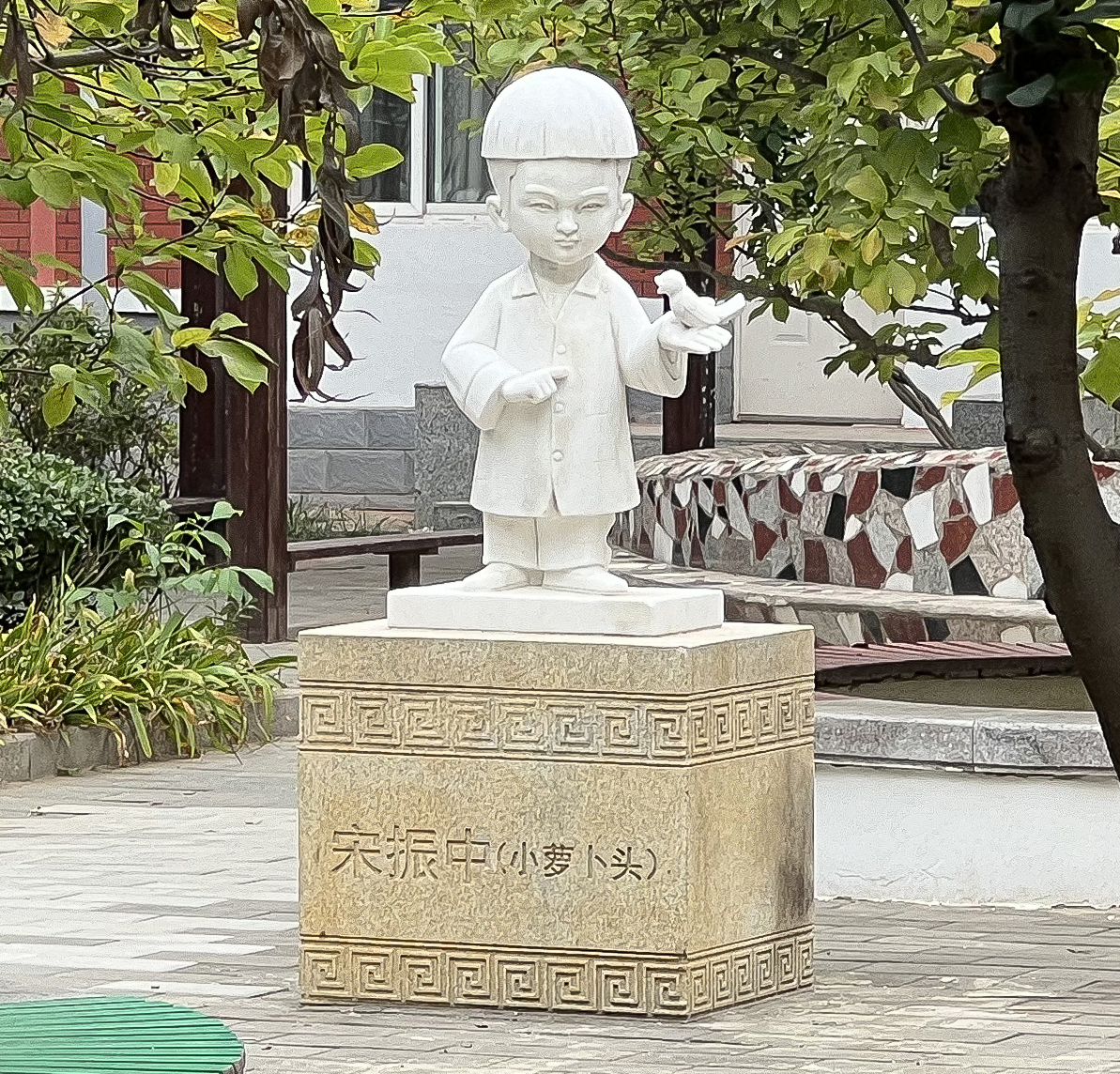
北京市上地实验小学上庄校区宋振中（小萝卜头）雕像

宋振中虽然年幼，但鉴于他曾经在狱中参与革命工作，故与其父母一同被追认为革命烈士，他也因此成为中华人民共和国年龄最小的革命烈士。中華人民共和國中央人民政府主席毛泽东为宋绮云夫妇的其他子女签发了烈士家属纪念证。1955年6月，杀害宋振中的凶手杨进兴改名隐藏多年后被重庆公安部门查获逮捕，经审讯及重庆市中级人民法院公开审判，被判处死刑随即执行。

### 纪念
宋振中的事迹在中华人民共和国成立后得到广泛的宣传，他也受到广大群众，特别是少先队员的缅怀和纪念，关于他的作品入选不同版本的中小学教材。他生前只留下一张照片，为八个月时拍摄，由其大哥宋振华保管。

#### 纪念地
艺术家们塑造了很多小萝卜头的雕塑作品，突出了他体型上的特点，其中有些作品为赤裸上身的形象，更加突出了他的瘦弱，有些作品中出现了象征自由的蝴蝶。
- 红岩革命纪念馆
- 白公馆旧址
- 江苏省邳州市八路镇小萝卜头纪念馆，珍藏有宋振中烈士的遗物，包括遇害时穿的衣服和鞋子，遗体被发现时手里紧握着的一支铅笔（黄显声赠送），生前用过的书包和本子等[7]
- 四川省华蓥市华蓥山武装起义纪念广场“宋振中（小萝卜头）英雄人物纪念广场”[8]
- 上海市虹口区青少年活动中心宋振中雕像[9]
- 北京市朝阳区红领巾公园红领巾主题广场宋振中雕像[10]
- 北京市西城区官园公园中国儿童中心宋振中雕像
- 北京市上地实验小学上庄校区宋振中雕像
- 陕西省西安市莲湖公园小萝卜头宋振中烈士塑像群广场景区[11]

### 传记
- 宋振苏. . 上海: 少年儿童出版社. 1965  [2021-10-19]. （原始内容存档于2021-10-27）.
- 宋振平; 宋振镛. . 北京: 群众出版社. 1997. ISBN 978-7-5014-1572-4.[]
- 宋振平; 宋振苏; 宋振西; 宋振华; 宋振镛; 宋振亚. . 上海: 少年儿童出版社. 2019  [2021-10-19]. ISBN 978-7-5589-0682-4. （原始内容存档于2021-11-03）.

### 影视戏剧
- 1964年电影《烈火中永生》，方舒饰演小萝卜头（反串）
- 1999年八集电视剧《小萝卜头》，唐天饰演小萝卜头，郁楷群饰演幼年小萝卜头（反串），奚美娟饰演徐林侠，赵小川饰演宋绮云[12]
- 1999年三集电影《小萝卜头的故事》，刘子晗饰演小萝卜头
- 2009年动画片《小萝卜头》
- 2018年三集纪录片《小萝卜头》，江苏省广播电视总台出品，南京电影制片厂、中共邳州市委宣传部等制作，CCTV-4《国家记忆》播出[13]
- 2019年音乐剧《小萝卜头》，云南艺术学院出品[14]
- 2023年杂技剧《春望·小萝卜头》，北京杂技团出品[15]